# Kentropyx borckiana
Kentropyx borckiana är en ödleart som beskrevs av den tyske zoologen Wilhelm Peters 1869. Kentropyx borckiana ingår i släktet Kentropyx, och familjen tejuödlor. Inga underarter finns listade.

## Utbredning
Arten förekommer i Små Antillerna, Barbados, Franska Guyana, Guyana och Surinam.